# Angelica Catalani
Pour les articles homonymes, voir Catalani.
Angelica Catalani, née à Senigallia le 10 mai 1780 et morte à Paris le 13 juin 1849, est une soprano italienne.
La Catalani est considérée comme l'une des plus grandes chanteuses de son temps.

## Biographie
Angelica Catalani est née le 10 mai 1780 à Senigallia en Italie. Elle est la fille d'Agostino ou Antonio Catalani, bijoutier et premier contrebasse de la chapelle del Duomo et d’Antonia Summi, originaire d’Ancône.

### Formation
Son éducation musicale est d'abord confiée à Pietro Morandi, maître de la chapelle del Duomo de Senigallia. Les moyens de la famille Catalani étant modestes, le père d'Angelica parvient à l'envoyer au couvent de Santa Lucia à Gubbio grâce à des relations avec la famille Mastai. Réservé aux jeunes filles de noble parenté, l'établissement lui offre une éducation musicale poussée. A l'âge de 14 ans, Angelica quitte le couvent pour se former auprès du castrat Luigi Marchesi à Florence.

### Carrière Italienne (1795-1801)
Découverte par d'impresario vénitien Alberto Cavos, Isabella débute dans un opéra de Guiseppe Nicolini au Théâtre La Fenice de Venise. En 1797, la Catalani chante aux côtés de Luigi Marchesi sur la même scène dans Lodoïska (1796) de Simon Mayr. Toujours à La Fenice, Angelica joue dans les opéras Carolina e Mexicow (1797), Il Ratto delle Sabine (1799) de Niccolò Zingarelli, Lauso and Lidia (1798), Gli Scinti (1800) de Simon Mayr ainsi que dans La morte di Cleopatra (1800) de Sebastiano Nasolini.
La carrière de la Catalani se poursuit avec succès. En 1799, elle se rend à Livourne. Ensuite, elle se produit au Teatro Argentina de Rome, au Teatro della Pergola de Florence ainsi qu'à Trieste dans Gli Orazi e i Curiaz (1800) de Domenico Cimarosa et dans I Baccanali di Roma (1801) de Giuseppe Nicolini . La Catalani débute à La Scala de Milan lors de la première de Clytemnestre (1801) de Niccolò Zingarelli.

### Carrière Portugaise (1800-1806)
Angelica se rend ensuite au Portugal, où elle est employée à la chapelle du roi. En 1801, la Catalani reçoit un contrat à l'Opéra Italien de Lisbonne pour une somme de 24 000 scudi. Une rivalité s'installe entre la Catalani et deux autres chanteurs lyriques célèbres, Elisabetta Gafforini et Girolamo Crescentini. En 1805, elle épouse Paul Valabrègue, un officier français qui devient son administrateur financier, à Lisbonne. Ce mariage est contre les volontés de la famille Catalani.
Son mari l'ammène à jouer à Madrid et à Paris. La Catalani se produit en présence de Napoléon, qui l’entend chanter des airs de Domenico Cimarosa, Marcos Portugal, Guiseppe Nicolini et Alessandro Piccinini à Saint-Cloud. Ses interprétations suscitent l'approbation du public parisien, mais la critique met en avant ses défauts stylistiques dus à une formation lyrique incomplète.

### Carrière Anglaise (1806-1813)
Impressionné par Angelica, Bonaparte lui propose un poste à la Cour: la Catalani refuse. En 1806, elle se rend secrètement à Londres, où elle avait signé un contrat par l’intermédiaire de l’ambassadeur britannique à Lisbonne. La Catalani y reste sept ans.
Après une production de La Mort de Sémiramide de Marcos Portugal, la soprano est appelée par de grands théâtres Londoniens, tels que le Théâtre de Drury Lane, le His Majesty's Theatre et le Royal Opera House. Angelica interprète aussi le rôle de Susanna lors de la première représentation anglaise des Noces de Figaro de Wolfgang Amadeus Mozart. De plus, la Catalani se produit en Écosse et en Irlande à l'occassion de nombreux festivals. En plein conflit avec la France, la Catalani enchante les Anglais avec ses interprétations patriotiques des hymnes God save the King et Rule Britannia!. Elle y accumule de grosses sommes d'argent que son mari dilapide rapidement dans le jeu: le revenu annuel de la soprano est de £16 700 en 1807. Les coûts excessifs de recrutement de la Catalani déclenchent même un soulèvement public... D’autre part, il est dit que ses notes aiguës forcent la future reine Caroline de Brunswick à protéger ses oreilles avec des bouchons de coton.

### Retour en France (1814-1817)
La Catalani s'installe ensuite à Paris, où elle obtient un grand succès. Dès l'abdication de Napoléon en 1814, elle reçoit de Louis XVIII le privilège de diriger le Théâtre italien de Paris pour une subvention annuelle de 160 000 francs. Après avoir quitté la France pendant 100 jours, elle est de retour à la Seconde Restauration. Sa gestion du théâtre est critiquée, y compris pour ses propres engagements. En 1817, ses pertes la forcent à renoncer.

### Fin de vie
Elle parcourt ensuite l'Allemagne, l'Italie, la Suède, la Russie. Ses concerts reposent sur des airs de virtuosité dont elle abusait, comme les variations de Rode ou encore la polacca de Pucitta.
Ayant amassé une immense fortune, elle se retire en 1830 à Florence dans sa villa appelée "la Pietra". Elle y fonde et dirige une école gratuite de chant où elle forme la soprano Fanny Corri-Paltoni. En 1849, pour fuir une épidémie de choléra, elle rejoint ses enfants Augusto et Angelica à Paris. Prise par la maladie, la Catalani y décède le 13 juin 1849.

## Voix
Angelica Catalani avait une belle voix de soprano. Les commentaires de l'époque ne la jugent ni bonne actrice, ni grande musicienne. Elle brillait surtout dans les concerts, où ses vocalisations surprenaient. Son parcours, sa technique virtuose, en font une personnalité marquante du Théâtre italien de Paris au XIXe siècle. Les compositeurs Nicolini, Nasolini et Zingarelli ont tous composé des œuvres spécialement pour la Catalani.
Niccolò Paganini, après l’avoir entendue à La Scala en 1833, fait l'éloge de sa capacité à utiliser diverses couleurs musicales et appelle sa voix "le plus bel instrument". Le compositeur Louis Spohr admire également l’agilité technique et l’intonation parfaite de la Catalani. Le musicien Giacomo Gotifredo Ferrari la décrit comme étant "destinée à laisser une empreinte dans l’histoire de l’interprétation musicale". Il apprécie son talent plus instinctif, non dû à une formation musicale rigoureuse.

## Source
- Marie-Nicolas Bouillet  et Alexis Chassang (dir.), « Angelica Catalani » dans Dictionnaire universel d’histoire et de géographie, 1878 (lire sur Wikisource).
- Roger Blanchard et Roland de Candé : « Angelica Catalani » dans Dieux et divas de l'opéra, Fayard, 2004.
- Bibl. : L. S. Sievers, Über M.me Catalani als Sängerin, etc., Leipzig 1816 ;
- L. et M. Escudier, Vie et aventures des cantatrices célèbres, II, Paris 1856 ;
- G. Radiciotti, A.C., dans Il Pianoforte, mars 1924.